# Kisbudmér, Baranya
Kisbudmér este un sat în districtul Bóly, județul Baranya, Ungaria, având o populație de 113 locuitori (2011). 

## Demografie
Componența etnică a satului Kisbudmér
     Maghiari (92,24%)
     Romi (4,31%)
     Germani (3,45%)
Componența confesională a satului Kisbudmér
     Romano-catolici (45,13%)
     Fără religie (22,12%)
     Reformați (4,42%)
     Necunoscută (28,32%)
Conform recensământului din 2011, satul Kisbudmér avea 113 locuitori. Din punct de vedere etnic, majoritatea locuitorilor (92,24%) erau maghiari, existând și minorități de romi (4,31%) și germani (3,45%). Nu există o religie majoritară, locuitorii fiind romano-catolici (45,13%), persoane fără religie (22,12%) și reformați (4,42%). Pentru 28,32% din locuitori nu este cunoscută apartenența confesională.